# Charles Thone

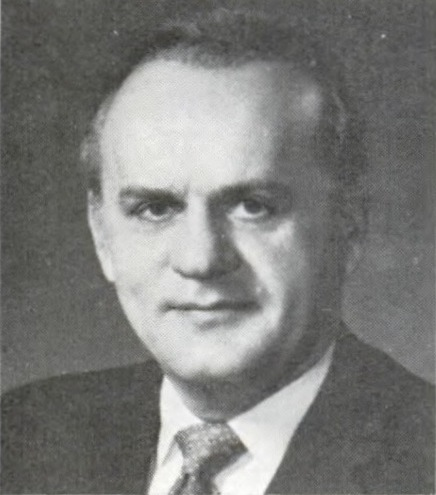
Charles Thone (1977)

Charles Thone (* 4. Januar 1924 in Hartington, Cedar County, Nebraska; † 7. März 2018 in Lincoln, Nebraska) war ein US-amerikanischer Politiker. Er war zwischen 1979 und 1983 der 35. Gouverneur des Bundesstaates Nebraska.

## Frühe Jahre
Charles Thone trat nach der Grundschule in die US-Armee ein und diente dort während des Zweiten Weltkrieges. Nach dem Krieg studierte er an der University of Nebraska Jura. Nach seinem Examen und seiner Zulassung als Anwalt eröffnete er in Lincoln eine Kanzlei. Zwischen 1951 und 1952 war Thone stellvertretender Staatssekretär von Nebraska und zwischen 1952 und 1954 war er stellvertretender Bezirksstaatsanwalt in Lincoln. Danach war er Sekretär des US-Senators Roman Hruska. Im Jahr 1970 wurde er in das US-Repräsentantenhaus gewählt, in dem er bis 1979 verblieb. Dort war er Mitglied des Untersuchungsausschusses über politische Attentate, in dem unter anderem auch die Attentate auf die beiden Kennedy-Brüder untersucht wurden. Thone engagierte sich innerhalb der Republikanischen Partei und war Delegierter auf deren Bundesparteitagen der Jahre 1952, 1956 und 1972. Im Jahr 1978 wurde er zum neuen Gouverneur von Nebraska gewählt.

## Gouverneur von Nebraska
Thones vierjährige Amtszeit begann am 4. Januar 1979. In dieser Zeit war er Mitglied mehrerer Gouverneursvereinigungen und der zwischenstaatlichen Erdöl-Kommission. Er gehörte auch einigen anderen Wirtschaftsverbänden und landwirtschaftlichen Vereinigungen an. Seine vierjährige Amtszeit blieb ohne besondere Vorkommnisse. Im Jahr 1982 bewarb er sich erfolglos um seine Wiederwahl.
Nach dem Ende seiner Amtszeit wurde Thone wieder als Anwalt tätig. Er war Mitglied des Rotarier-Clubs und war Präsident der Handelskammer von Lincoln. Außerdem war er Mitglied in einigen Anwaltsvereinigungen. Bis zu seinem Tod lebte er in Lincoln.
Charles Thone war mit Ruth Raymond verheiratet, mit der er drei Kinder hatte.